# 包含写像

A は B の部分集合であり、B は A の上位集合である。

数学における包含写像（ほうがんしゃぞう、英: inclusion map、inclusion function）または標準単射（英: canonical injection）とは、A を B の部分集合とするとき、A の各元 x を B の元として扱う写像 ι: A → B, (ι(x) := x) 
のことを言う。
写像の矢印の部分に鉤付き矢印 ↪ を用いることで、A ↪ B が包含写像であることを意味することがある。
包含写像（およびそれに類する部分構造からの単射）はしばしば、自然な単射 （英: natural injection）とも呼ばれる。
二つの対象 X と Y の間の任意の射 f: X → Y が与えられたとき、域 X の中への包含写像射 ι: A → X が存在するならば、f の制限を射の合成 f ∘ i によってつくることができる。多くの例において、f の値域と呼ばれる余域への標準的包含射 R → Y も構成できる。

## 包含写像の応用
包含写像は代数的構造の準同型写像であることが多い。したがって、そのような包含写像は埋め込みである。より正確に、ある演算の下で閉じている部分構造が与えられたとき、包含写像はトートロジカルな理由で埋め込みとなる。例えば、ある二項演算 {\displaystyle \star } に対して
{\displaystyle \iota (x\star y)=\iota (x)\star \iota (y)}
の成立を課すことは、簡単に言うと {\displaystyle \star } が部分構造および上位構造において矛盾なく計算されるということである。単項演算の場合も同様である。零項演算（つまり特定の元を取り出す操作）の場合もみておくと、このときの閉性（演算が閉じていること）は、その特定の元が部分構造においてすでに与えられているという意味になる。
包含写像は代数幾何学においても見られる。その場合、A が X の強変位レトラクトであるなら、包含写像はすべての次数のホモトピー群の間の同型写像（すなわち、ホモトピー同値）である。
幾何学における包含写像には、異なるいくつかの種類がある。例えば部分多様体の埋め込みである。微分形式のような反変対象では、部分多様体に「制限」するというある意味反対方向の操作から包含写像が引き起こされる。より高度な他の例として、アフィンスキームがある。その場合、包含
Spec(R/I) → Spec(R)
および
Spec(R/I2) → Spec(R)
は異なる射となり得る。ここで R は可換環で、I はイデアルである。